# Джулешть (Вилча)
Джулешть, Джулешті (рум. Giulești) — село у повіті Вилча в Румунії. Входить до складу комуни Фиртецешть.
Село розташоване на відстані 171 км на захід від Бухареста, 51 км на південний захід від Римніку-Вилчі, 47 км на північ від Крайови.

## Населення
За даними перепису населення 2002 року у селі проживали 370 осіб, усі — румуни. Усі жителі села рідною мовою назвали румунську.